# 薩摩 (佛羅里達州)
薩摩（英語：Satsuma）是位於美國佛羅里達州普特南縣的一個非建制地區。該地的面積和人口皆未知。

## 地理
薩摩的座標為29°33′18″N 81°39′21″W / 29.55500°N 81.65583°W，而該地的平均海拔高度為21米（即69英尺）。